# Podisma miramae
Podisma miramae är en insektsart som beskrevs av Savenko 1941. Podisma miramae ingår i släktet Podisma och familjen gräshoppor. Inga underarter finns listade i Catalogue of Life.